# Crucifix peint (Castiglion Fiorentino)
Le crucifix de Castiglion Fiorentino est un  grand crucifix peint  en  tempera et or sur bois, réalisé au XIIIe siècle par un maître anonyme. Il est conservé dans la pinacothèque de l'église Sant'Angelo al Cassero (it) de Castiglion Fiorentino.

## Histoire
Le crucifix provient de l'église San Francesco à Castiglion Fiorentino (it), érigée vers la seconde moitié du XIIIe siècle. Il était d'abord situé  au-dessus de l'« autel du crucifix » puis au-dessus de la  « Porta Maggiore » (porte principale) et enfin, après 1570, dans la sacristie.
Une seule source attribue cette œuvre à Cimabue : « Nel Convento non vi ha cosa, a riserva dell’antico Crocifisso, opera di autore Cimabue, come pare, che meriti grande attenzione ».
Dans le passé, le crucifix a été attribué par la critique à Margaritone puis à des adeptes de Coppo di Marcovaldo.

## Description
Il s'agit d'une représentation du  Christus dolens.
Le Christ se doit d'être représenté mort, souffrant sur la croix (et non plus triomphant ou résigné) :
- La tête baissée sur l'épaule,
- les yeux fermés sont absents, énucléés (orbites vides),
- marques de douleur sur le visage,
- la bouche est incurvée vers le bas,
- les plaies sont saignantes (mains, pieds et flanc droit),
- Le corps tordu déhanché, arqué dans un spasme de douleur, subissant son poids terrestre,
- schématisation des muscles et des côtes.

Le crucifix comporte des scènes annexes des extrémités de la croix (tabellone) :
- à droite : Marie
- à gauche : Jean
- en haut en titulus l'inscription « IKC: NAZARENU REX JUD’O »
- au-dessus en cimaise, Marie représentée en buste, levant les mains, entourée de deux anges.
- en bas sur le soppedaneo : une figure féminine (probablement Marie-Madeleine)
- les flancs latéraux du Christ sont à fond doré.
- le clipeus est manquant[2]